# Droga krajowa B469 (Niemcy)
Droga krajowa 469 (niem. Bundesstraße 469) – niemiecka droga krajowa przebiegająca na osi północ - południe i jest połączeniem autostrady A45 na węźle Mainhausen z drogą B47 koło Amorbach w  Bawarii.
Droga stanowi ważny szlak komunikacyjny w bawarskim regionie dolnego Menu. W dużej części jezdnia jest czteropasmowa. Droga pomiędzy węzłem Stockstadt i Klingenberg jest drogą ekspresową.